# Jonas Lie
Jonas Lauritz Idemil Lie (6. listopadu 1833, Hokksund, Buskerud – 5. července 1908, Stavern, Akershus) byl norský novinář a advokát a romantický, později naturalistický a ke konci života novoromantický spisovatel. Proslul zejména svými romány, ale psal i básně a divadelní hry. Patří do tzv. „Velké čtyřky“ („De fire store“), tj. mezi čtyři největší norské spisovatele 19. století, kam je kromě něho řazen ještě Henrik Ibsen, Bjørnstjerne Bjørnson a Alexander Kielland.

## Život a dílo
Narodil se v Hokksundu v Buskerudu, ale od pěti let žil v Tromsø za severním polárním kruhem, kde byl jeho otec městským fojtem a později  krajským komisařem. Prožil zde šest let, což ovlivnilo jeho literární tvorbu (popis drsné přírody na severu Norska se stal součástí řady jeho textů). Roku 1846 byl poslán do námořní kadetky ve Fredriksvernu u Stavernu, ale po krátké době byl ze studia propuštěn pro slabost zraku. Protože se jeho rodiče mezitím přestěhovali do Bergenu, studoval zde na Bergenské katedrální škole (Bergen katedralskole). Roku 1851 odešel do Christianie na Heltbergovu přípravku a pak začal studovat práva na Královské Fredrikově univerzitě. Zde se seznámil s Ibsenem, Bjørnsonem a Vinjem.

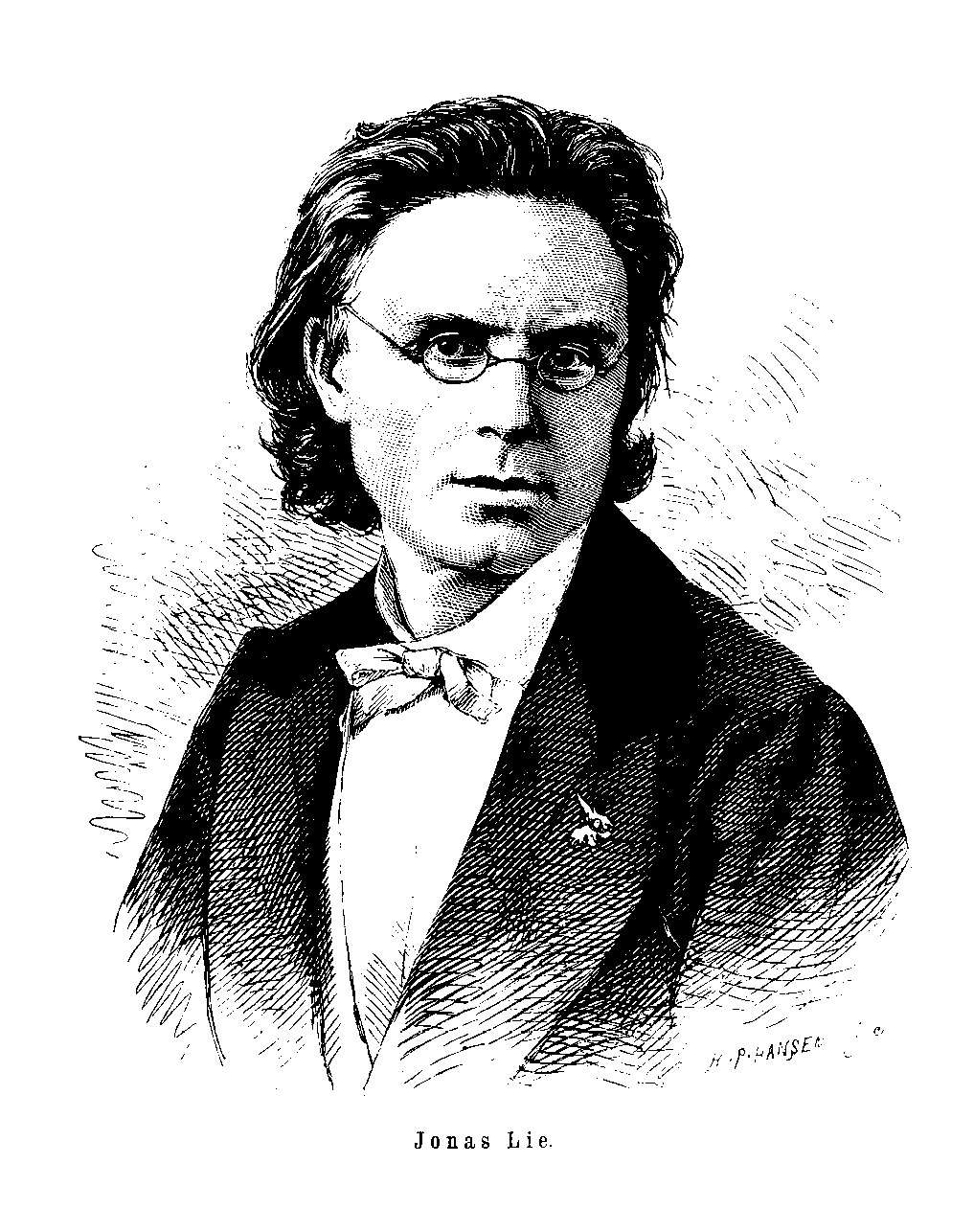
Jonas Lie na kresbě Hanse Petera Hansena

Po skončení studií v roce 1857 pracoval nejprve na ministerstvu financí a začal v novinách Morgenbladet otiskovat své první básně a také zahraničně politické komentáře. Roku 1858 se usadil jako advokát v Kongsvingeru a příští rok se oženil se sestřenicí Thomasinou Lieovou. Začal podnikat a spekulovat v obchodě s dřívím a vydělával značné peníze. Redigoval také časopis Illustreret Nyhedsblad a roku 1866 vydal básnickou sbírku ve Wergelandově duchu Digte (Básně). Roku 1868 jej přivedly spekulace ke krachu a vznikl mu veliký dluh několika set tisíc korun, který se rozhodl splatit svou literární činností. Na splácení tohoto dluhu pracoval po zbytek svého života.
Přestěhoval se s rodinou zpět do Christianie a jeho finanční situace byla zoufalá. Pracoval jako redaktor v Morgenbladetu, přispíval do různých novin a časopisů a působil také jako učitel norštiny v Heltbergově přípravce, ale tyto zdroje ke slušné obživě rodiny nestačili. Změna nastala na vánoce roku 1870, kdy vyšel Lieův romanticky laděný román s originální formou Den Fremsynte (Jasnovidec), o jehož brzké vydání se zasloužil Bjørnson. Dílo získalo uznání nejen od čtenářů, ale i od státu. Na jaře roku 1871 obdržel Lie stipendium na studijní cestu po Nordlandu a roku 1872 na zahraniční cestu do Amsterdamu, Marseille a Říma, kde pokračoval ve své literární práci a vydal další romantické romány Tremasteren „Fremtiden“ (1872, Trojstěžník „Budoucnost“) a Lodsen og hans Hustr (1874, Lodivod a jeho žena). V těchto dílech uvedl do norské literatury námořní román ze života lodníků a rybářů drsného severního norského pobřeží, jejichž osudy poznal v mládí, kdy by sám hluboce ovlivněn mystičností a fantastičností těchto krajin. Velkou podporu při své tvorbě nacházel ve své ženě, která působila jako přísná kritička a pečlivá korektorka jeho děl.

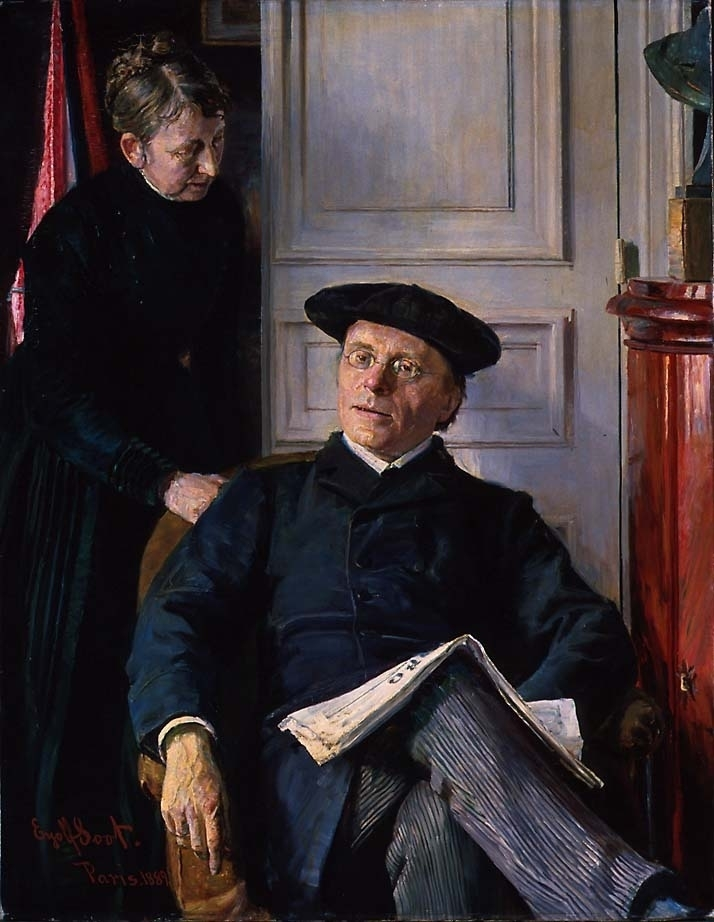
Jonas Lie se svou manželkou na obraze Eyfolta Soota z roku 1889

Po návratu do vlasti roku 1874 obdržel od stortingu básnický plat a roku 1875 mu král udělil rytířský kříž Řádu svatého Olafa. Od roku 1878 žil v Německu a roku 1882 se odstěhoval do Paříže, kde napsal své nejlepší práce. V románech Gå på! (1882, Do toho!), Livsslaven (1883, Otrok života), Familjen paa Gilje (1883, Rodina na Gilje), En Malstrøm (1884, Vír), Kommandørens Døttre (1886, Velitelovy dcery) a Et Samliv (1887, Soužití) se přiklonil k naturalismu se sociálním akcentem a s motivy temných sil v lidském nitru.
Devadesátá léta znamenají pro Lieho návrat k romantismu. Tato tendence se objevuje již v jeho básnické sbírce z roku 1889. V románu Onde Magter (1890, Zlé síly) odmítá společenský determinismus naturalistů a ve dvoudílné sbírce pohádek a povídek Troll (1891-92, Trol) již zcela převládá novoromatická severská mystika a zobrazování neovladatelných přírodních sil. Také jeho ženské postavy, například v románech Nioba (1893) nebo Når sol går ned (1895, Když slunce zapadne) či v divadelní hře Lindelin (1897, Lindelina) nabývají na démoničnosti a tajemnosti.
Roku 1904 byl Lie vyznamenán velkokřížem Řádu svatého Olafa. Roku 1906 se vrátil do vlasti, v říjnu roku 1907 mu však zemřela žena. Lie se bez ní cítil bezmocný, trávil čas potulkami po okolí svého domu ve Fredriksvernu a navštěvoval své děti. Při jedné takové návštěvě zemřel počátkem července roku 1908 u své snachy pouhých devět měsíců po své manželce.

## Výběrová bibliografie

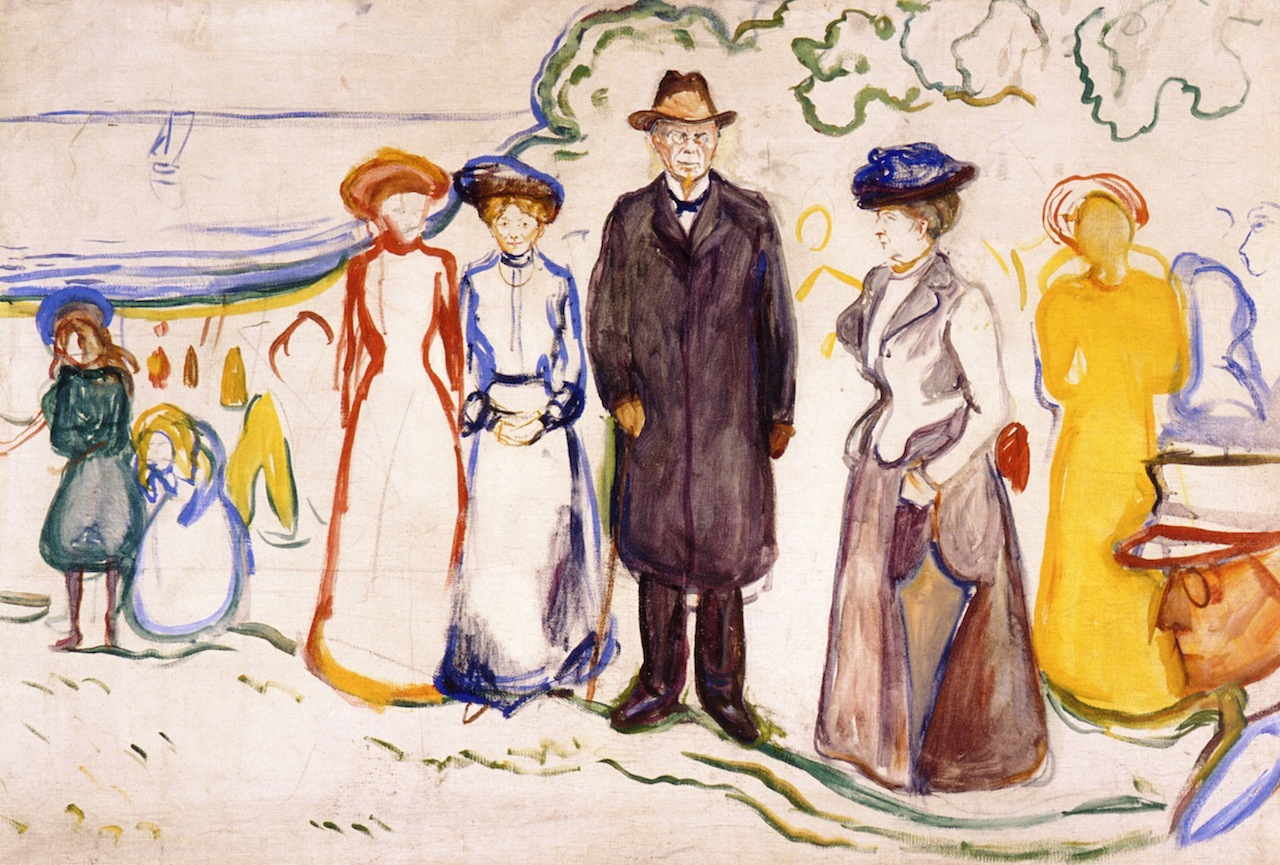
Jonas Lie s rodinou na obraze hEdvarda Muncha z roku 1902

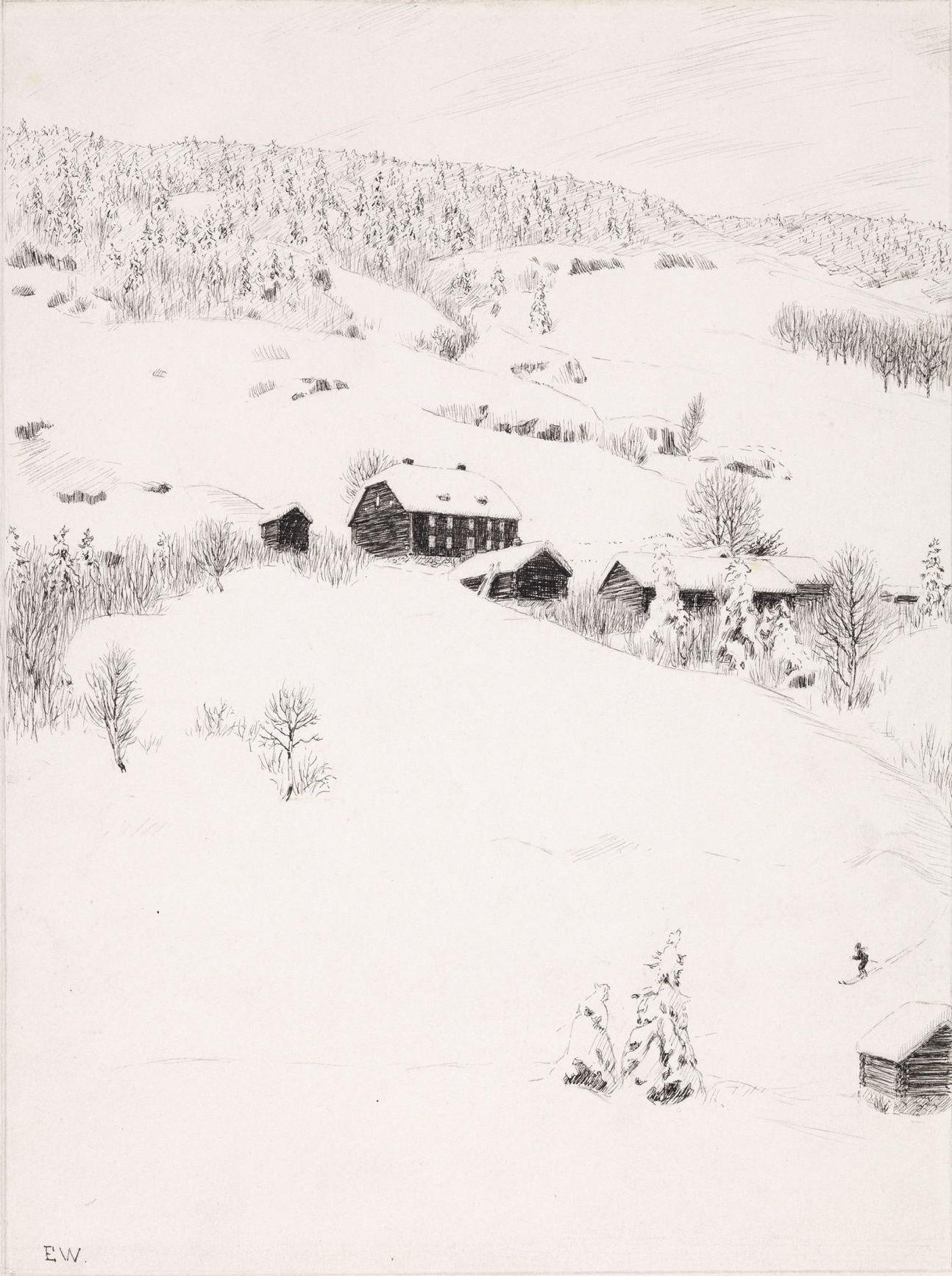
Ilustrace Erika Werenskoilda k románu Rodina na Gilje z roku 1903

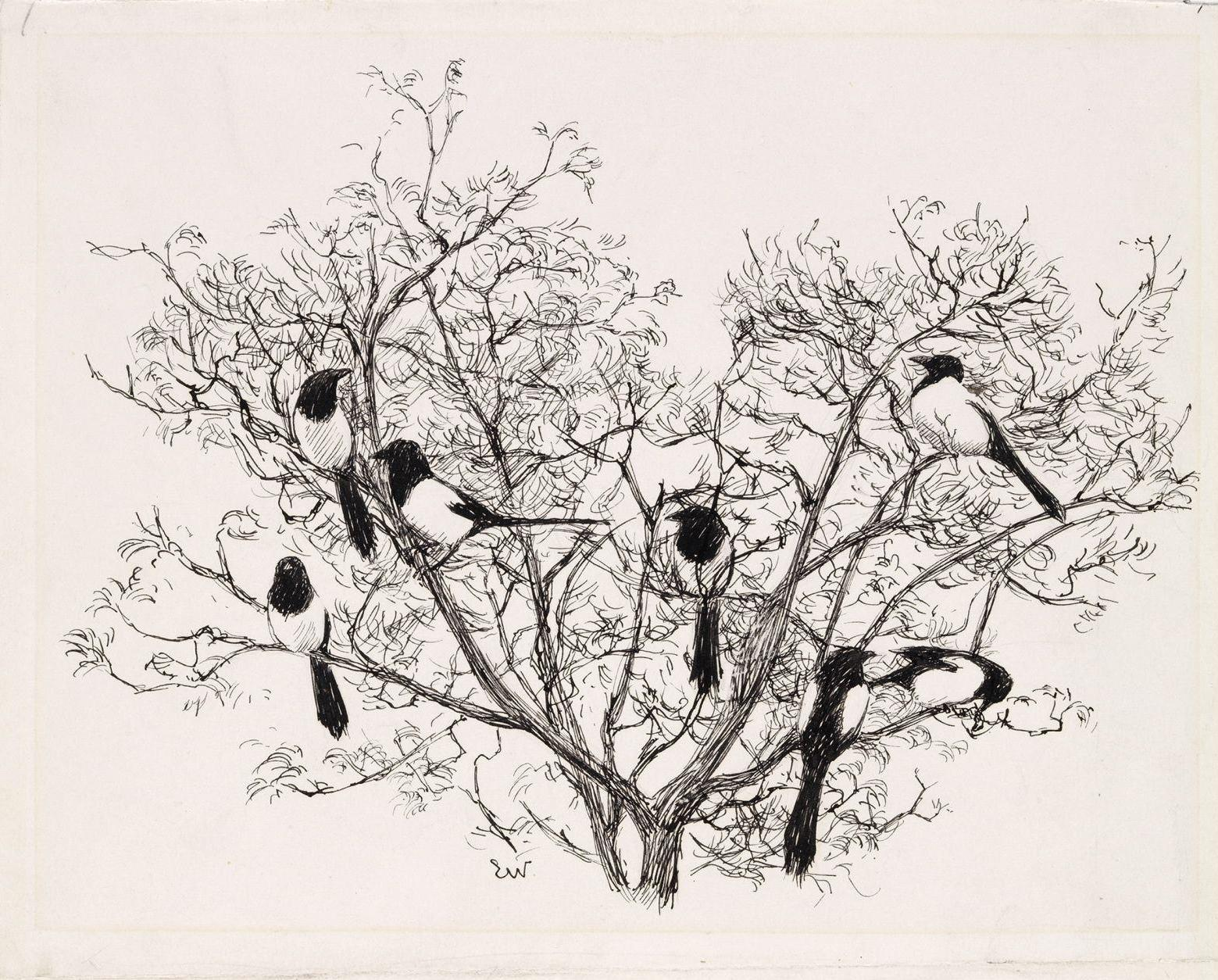
Ilustrace Erika Werenskoilda k románu Rodina na Gilje z roku 1903

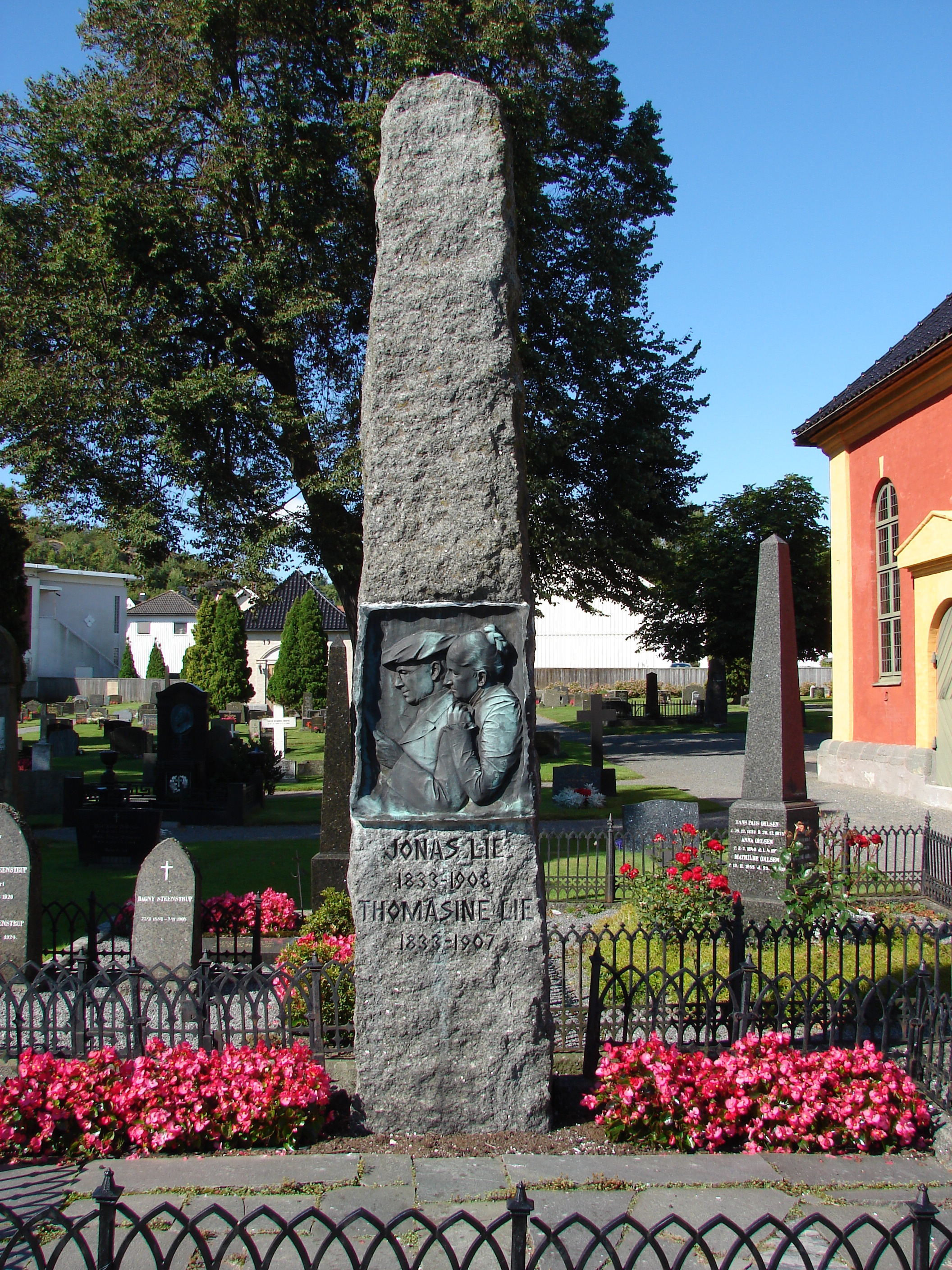
Náhrobek Jonase Liea a jeho manželky ve Stavernu

- Digte (1866, Básně), básnická sbírka vlasteneckých, vánočních a novoročních, náboženských a příležitostných básní, často ve Wergelandově duchu.
- Ved Enaresjøn (1870, U Enarského jezera), první Lieova prozaická práce, povídka uveřejněná časopisecky a později (roku 1885) přetištěna v Osmi povídkách, tajemný příběh o vášnivé lásce laponského chlapce k dceři místního notáře.
- Den Fremsynte eller Billeder fra Nordland (1870, Jasnovidec aneb Obrázky z Nordlandu), romantický román, česky jako Jasnovidce neboli obrázky z Norska. Křehkou psychiku hlavní postavy Davida Holsta, syna kupce a člověka, který po matce zdědil vizionářské schopnosti předvídat budoucí neštěstí, neustále ohrožuje svár nepochopitelných sil v jeho nitru vyvolaný tím, že ztratil svou lásku Susannu ve vlnách rozbouřeného moře. Vyprávění obsahuje mnoho mystických i nadpřirozených prvků a pojednává také o vlivu tajemné severské přírody na lidskou psychiku. Forma románu je v mnoha směrech originální, obsahuje deníkové zápisy, dopisy i epizody vybočující z románového děje.
- Fortællinger og Skildringer fra Norge (1872, Povídky a líčení z Norska), v postatě realistické povídky vzniklé na základě jeho cesty po Nordlandu.
- Tremasteren „Fremtiden“ eller Liv nordpå (1872, Trojstěžník „Budoucnost“ aneb Život na severu), romantický román odehrávající se v Kjøllefjordu ve Finnmarku a vyprávějící příběh mladého muže, který sní o tom, že se stane kapitánem lodi. Začíná svou kariéru jako námořník a skutečně se na kapitána vypracuje. Hlavní zápletkou je boj dvou rodin, bezcharakterního zbohatlíka a čestného obchodníka. V románu autor popisuje život na moři a nebezpečí a výzvy, které s sebou přináší. Řeší vztah mezi většinovou norskou společností a Sámy (Laponci), obchodní a podnikatelskou etiku, ale také lásku, žárlivost a přehnané ambice. Tímto dílem uvedl Lie do norské literatury námořní román.
- Fanfulla (1873), povídka, roku 1885 přetištěna v Osmi povídkách.
- Lodsen og hans hustru (1874, Lodivod a jeho žena), romantický námořní román, česky jako Láska a žárlivost, považovaný za první manželský román v norské literatuře. Je v něm vylíčena historie lásky a manželství lodivoda Salve Kristiansena a Elisabety. Ta je zasnoubena se společensky vysoce postaveným námořním důstojníkem a Salve v zoufalství opouští jako námořník svou rodnou zemi. Když se konečně po několika letech vrací domů, zjistí, že Elisabet mu byla věrná. Vezme si ji za ženu, ale trápí se žárlivostí, pochybami a různými podezřeními, což oběma velice ztrpčuje život. Z jeho posedlosti jej nakonec Elisabet vyléčí. Román vysoce ocenila Camilla Collettová jako první dílo zabývající se otázkou postavení ženy ve společnosti v norské literatuře.
- Faustina Strozzi (1875), nepříliš úspěšná dramatická báseň o italském boji za svobodu s hrdinkou, která se chce vymanit ze své aristokratické existence a najít svou vlastní životní cestu.
- Thomas Ross (1878), realistický román z velkoměsta.
- Adam Schrader (1879), lehce ironický román zobrazující měšťácké pohodlnictví a opatrnictví.
- Grabows Kat (1880, Grabowova kočka), sentimentální divadelní hra z uměleckých malířských kruhů.
- Rutland (1881), realistický román vyprávějící v humorném tónu o osudech starého mořského vlka ze staré pobřežní bárky Rutland.
- Slagter Tobias (1882, Řezník Tobias), povídka uveřejněná časopisecky a roku 1885 přetištěna v Osmi povídkách, příběh o marném boji Tobiase s chudobou a bídou.
- Gå på! (1882, Do toho!), román s prvky naturalismu, česky jako Vpřed – nikdy vzad, odehrávající se fiktivní vesnici Åfjorden nedaleko Karmøy, jehož tématem je boj mezi stagnací a snahou o nový rozvoj. Hlavní postava, Rejer Jansen Juhl, vyrostl na zadluženém statku a setkává se s nepřízní sousedů, když se konzervativní a upadající vesnici snaží ukázat cestu k modernímu světu. Díky těžkostem, plavbě po moři a sňatku se Sárou dozrává, vrací se na svůj oddlužený statek a přispívá ke šťastné budoucnosti doposud zatuchající vesnice.
- Livsslaven (1883, Otrok života), naturalistický román, česky jako Doživotně odsouzen, považovaný za jedno z autorových vrcholných děl. Je v něm vylíčen příběh Nicolaie, nemanželského syna chudé ženy, jehož osud je předurčen chudým prostředím, v němž se narodil. Nemůže se zbavit prokletí „otroka“ a stane se z něj zločinec. Nakonec zavraždí muže, který na plese obletuje jeho snoubenku Sillu a je odsouzen na doživotí. Silla v zoufalství spáchá sebevraždu.
- Familjen paa Gilje, Er Interieur fra Firtiaarene (1883, Rodina na Gilje. Interiér ze 40. let), naturalistický román, jedno z nejznámějších autorových děl, zabývající se problémem sňatků z rozumu. Hlavním dějovou linií je nelehký příběh dívky, dcery vysloužilého kapitána, která takový sňatek omítne a zvolí si vlastní cestu učitelky ve své rodné vesnici
- En Malstrøm (1884, Vír), naturalistický román líčící peněžní krizi, kterou autor sám prožil v Kongsvingeru.
- Otte Fortællinger (1885, Osm povídek), svazek obsahující osm dříve časopisecky vydaných povídek
- Kommandørens døtre (1886, Velitelovy dcery), naturalistický román zabývající se postavením ženy v měšťanské rodině, jehož název je narážkou na román Camilly Collettové Dcery vrchního, řešící tutéž problematiku. Hlavními postavami jsou dvě sestry, jejichž štěstí i život zničí jejich matka, představitelka tupého, bezcitného a sobeckého měšťáctví, pro kterou jsou peníze a okázalé postavení vším.
- Et Samliv (1887, Soužití), naturalistický román, česky jako Manželství, popisuje prázdnotu života dobře zajištěné měšťanské matky, jejímž jediným cílem je vychovat své děti jako děti bohatých rodičů. Po jejich odchodu nemá pro co žít.
- Maisa Jons (1888, Maisa Jonsová), naturalistický román s hlavní postavou švadlenky Maisy Jonsové, jejíž život není ničím jiným než neustálým bojem o uhájení existence. Autor však v díle nelíčí jen zoufalství a místo rezignace ukazuje náladu víry a naděje.
- Digte (1889, Básně), druhá básnická sbírka s tímto názvem, ve které se objevují prvky návratu k romantismu.
- Onde Magter (1890, Zlé síly), novoromantický román o ničivé závisti se zobrazením zvířecích pudů v člověku. Zároveň autor v románu odmítá společenský determinismus naturalistů.
- Trold (1891-92, Trolové), dvoudílná sbírka novoromantických pohádek a povídek s náměty přírodní mystiky a démonických sil v přírodě i v člověku. Metafora trola ukrývajícího se v člověku neslouží jen jako podobenství zla, ale hlavně jako symbolické vyjádření iracionálních prvků v lidské mysli.
- Hunnørnen (1892, Orlice), povídka o orlici, která se snaží získat zpět své mládě, čemuž rozumí jen lidská matka.
- Niobe (1893), román, česky jako Nioba naší doby, novoromantický román vyprávějící tragický příběh psychologických svárů mezi generací rodičů a dětí vychíáející z antického mýtu.
- Lystige Koner (1894, Veselé ženy), nepříliš úspěšný román popisující manželské drama.
- Naar Sol gaar ned (1895, Když slunce zapadne), román, ve kterém manžel otráví svou ženu, nevěrnou a lehkomyslnou koketu, s nepříliš zvládnutým jejím charakterem.
- Dyre Rein (1896), román, jehož hrdina, nezkrotný, pudový, poznamenaný mystičností a zlými silami minulosti, je vyloučen z lidské společnosti a nevykoupí se ani čistou láskou.
- Lindelin (1897, Lindelina), komicky působící divadelní hra, pohádková férie (výpravná divadelní hra s fantastickými ději a postavami) podle povídky ze sbírky Trolové. Její děj je rozdělen do čtyř samostatných příběhů a v každém z nich prožívá zlá a démonická víla Lindelina erotický vztah s jiným mužem. Každý z nich ale těsně před svou záhubou díky pohledu do jejích trolích očí vystřízliví a prchne.
- Faste Forland (1899), obchodní román s autobiografickými motivy, v němž hlavní hrdina po svém neúspěšném podnikatelském pokusu najde s vobě sílu věnovat se umělecké tvrobě.
- Wullfie og Comp. (1900. Wullfie a Co. ), neúspěšná povrchně tendenční divadelní hra kritizující vládu peněz a podnikatelskou morálku.
- Naar Jerntæppet falder (1901, Když padá železná opona), povídka odehrávající se na palubě zaoceánského parníku při plavbě přes Atlantik. Mezi cestujícími vyvolá poplach zpráva (která se ukáže nakonec jako nepravdivá), že na lodi je časovaná bomba. Pocit blízkosti smrti jednotlivé pasažéry demaskuje a někteří ztrácí sebeovládání a dopouští se nečestného jednání. Cestující pocházejí ze všech společenských vrstev a loď tak symbolizuje lidskou společnost.
- Ulfvungerne (1903, Ulfungové), román o kapitalistické chamtivosti a o moci peněz, v němž se bohatý rejdař snaží s démonickou silou prosadit, aby byl jeho rod nejmocnější ve společnosti.
- Østenfor Sol, vestenfor Maane og bagom Babylons Taarn (1905, Na východ od slunce, na západ od měsíce a za baylónskou věží), novoromantický román o geniálním vynálezci a jeho neupřímném příteli, který mu závidí jeho úspěchy. Román se vyznačuje zvláštní formou, ve které je vyprávění přerušováno symbolickými bajkami.[6][8]
- Havets Fantasier (1909, Fantazie moře), posmrtně.[9]

## Filmové a televizní adaptace
- Kommandørens døtre (1912, Velitelovy dcery), dánský němý film, režie Leo Tscherning.
- Lystige Koner (1985, Veselé ženy), norský televizní film, režie Thea Stabell.
- Troll (1991), norský krátký film, režie Eva Dahr.[10]

## Česká vydání

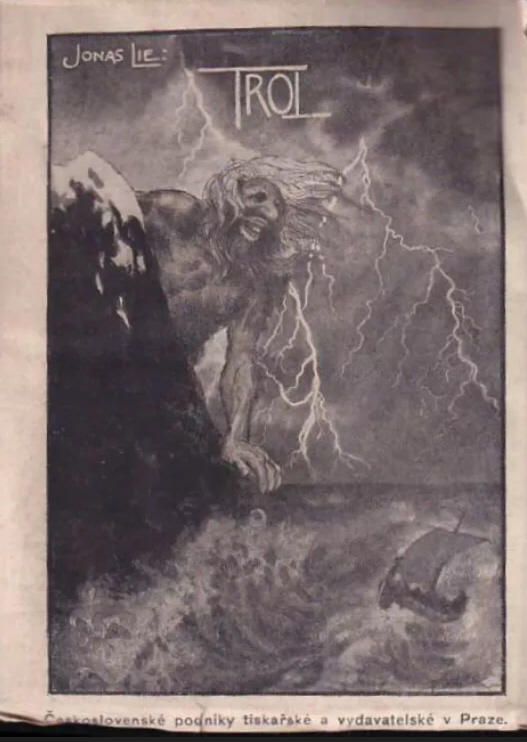
Obálka českého vydání knihy Trol z roku 1921

- Doživotně odsouzen, Praha: Politika 1887, překladatel neuveden.
- Jasnovidce neboli obrázky z Norska, 	Praha: Alois Hynek 1888, přeložil Alois Koudelka pod pseudonymem O. S. Vetti.
- Nioba naší doby, Praha: Jan Otto 1896, přeložil Václav Petrů.
- V před - nikdy v zad, Praha 1897, přeložil Alfred Zajc.
- Když slunce zapadne, Praha: Jan Otta 1899, přeložil Václav Petrů.
- Lindelina, Praha: J. R. Vilímek 1914, in. 1000 nejkrásnějších novell 1000 světových spisovatelů, povídka z druhého dílu knihy Trolové, přeložil Hanuš Hackenschmied.
- Trol: tucet pohádek, Praha: Československé podniky tiskařské a vydavatelské 1921, přeložil Hanuš Hackenschmied.
- Láska a žárlivost, Praha: Českoslovanská akciová tiskárna 1924, přeložil Karel Vrátný.